# فاطمة معروفي
فاطمة معروفي (مواليد 30 أكتوبر 1977، الرباط) شاعرة مغربية لها العديد من المشاركات الأدبية والشعرية باللغة العربية الفصحى واللهجة المغربية البيضاء بعدة مواقع وصحف إلكترونية عربية.

## نشأتها ودراستها
نشأت بمدينة الرباط في أسرة تتكون من أب وأم و أربعة إخوة. والدها العربي معروفي كاتب وملحن، وشقيقها بدر الدين معروفي أيضاً شاعر وملحن . درست المرحلة الابتدائية والإعدادية بمدرسة التوحيد، ثم استكملت مشوارها الدراسي بثانوية عمر الخيام، وحصلت على البكالوريا في العلوم الاقتصادية.
كانت بدايتها الأدبية في سن الرابعة عشر، عرفت فيها الشاعرة فاطمة معروفي الإحساس بالأنين، وكانت أوّل قصيدة لها بعنوان (أنين الليل) عبّرت فيها عن وجدانيتها وكوامنها الصادقة.

## تجاربها المهنية
شاركت في مختلف الدول العربية بالعديد من أعمالها الفنية من ضمنها أفلام قصيرة وروائية، بإدارة الإنتاج إضافة إلى مشاركتها في كتابة روايات وقصص لبعض القنوات الخليجية والعربية.
- عضو شرفية لجمعية ملتقى بلادي للمواطنة.
- رئيسة شرفية لنادي الشباب للشعر والزجل.

## أعمالها الأدبية
- ديوان أنين الليل.
- ديوان سكرات الصمت.
- ديوان نقطة تحول.